# Oricalco

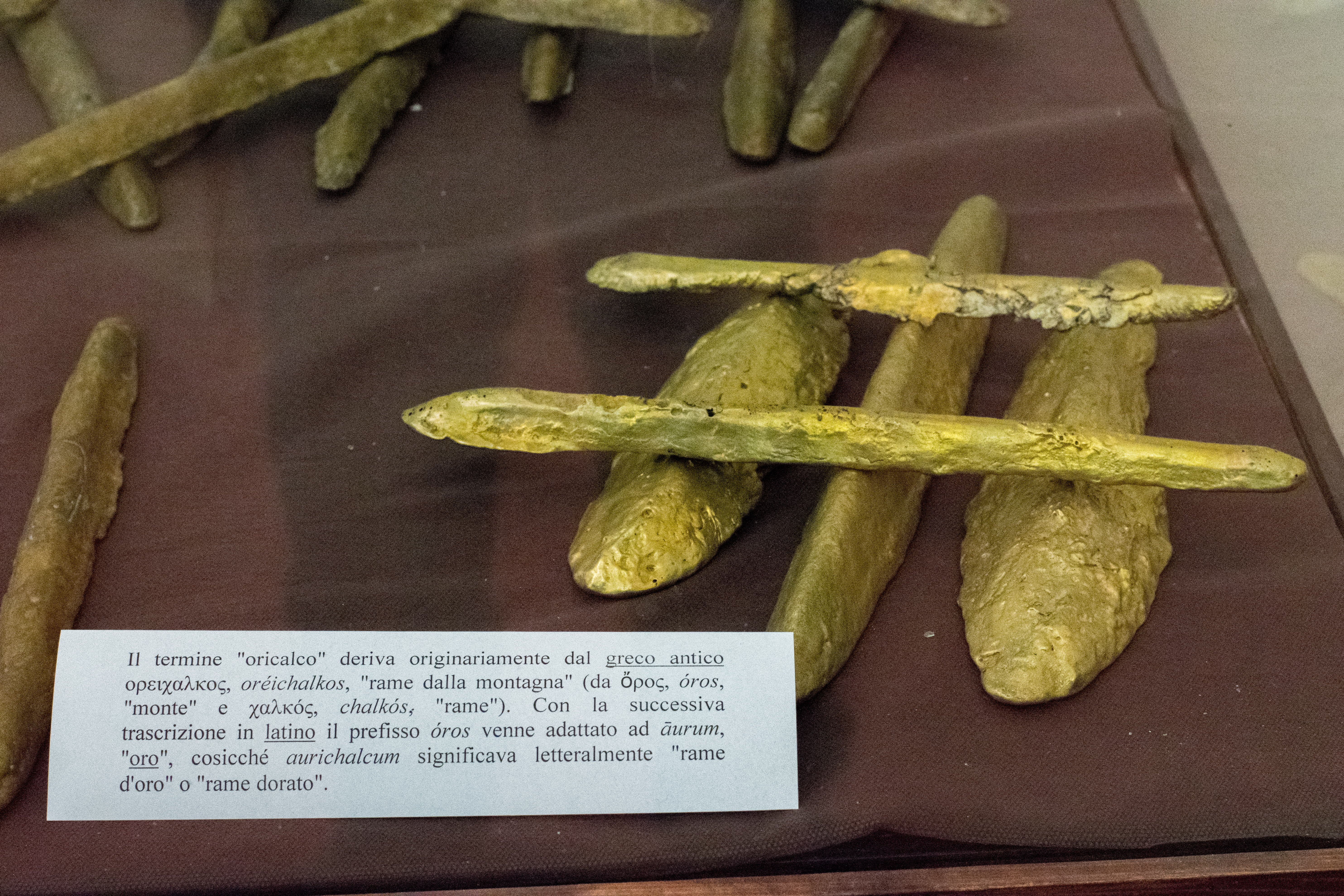
Oricalco, museo di Gela

In metallurgia, l'oricalco (dal greco antico: ὀρείχαλκος?, oréichalkos, "rame della montagna") è un particolare tipo di ottone, molto utilizzato in numismatica. Si tratta di una lega col 90% di rame e il 10% di zinco.
Il nome indicava inizialmente un metallo leggendario in Grecia, menzionato ad esempio dall'inno omerico ad Afrodite e poi ripreso da Platone nel racconto del mito di Atlantide; il termine in seguito è stato ripreso per altri usi.

## Origine leggendaria
Nel dialogo Crizia di Platone l'oricalco è un metallo rossastro, che veniva estratto ad Atlantide ma che era conosciuto soltanto per nome dopo la scomparsa dell'isola. Il minerale era presente in molte parti di Atlantide ed era considerato secondo per valore soltanto all'oro.
Le due mura esterne del tempio di Poseidone e Clito erano placcate rispettivamente con ottone e stagno, mentre le mura della terza cinta, che comprendevano l'intera cittadella, «risplendevano con la rossa luce dell'oricalco».
Lo scoliaste di Esiodo lo definisce un «metallo candido». Plinio il Vecchio afferma addirittura, che il bronzo e il rame di Cipro perdettero molto del loro valore, quando fu scoperto l'oricalco.
Secondo la leggenda le varie armi, come spade, frecce e lance, non riuscivano neppure a scalfire gli scudi fatti di oricalco, che risultavano infrangibili per qualunque arma: era inoltre un materiale ignifugo.
Con la trascrizione in latino del nome, il prefisso óros venne adattato ad āurum, "oro", cosicché aurichalcum significava letteralmente "rame d'oro" o "rame dorato".

## Archeologia
Nel dicembre 2014 sono stati rinvenuti, sulla costa sud della Sicilia a Gela, diversi lingotti di oricalco in una nave di circa 2.600 anni fa. Il metallo è composto da una lega di 75-80% di rame, 15-20% di zinco, con piccole percentuali di nichel, piombo e ferro.

## Uso contemporaneo del nome
Con il termine oricalco è stato denominato nel 2001 il primo tessuto a memoria di forma a trama ortogonale mai realizzato, basandosi su un filato in lega metallica di nichel e titanio. Il tessuto è stato studiato in vista dell'applicazione nel settore medico, in particolare per gli stent cardiovascolari. La prima realizzazione con questo tessuto è stata citata anche sul TIME del 2001, come una delle migliori invenzioni di quell'anno.
Nel 2010 due copie della camicia a memoria di forma, realizzate in tessuto Oricalco, sono entrate a far parte della collezione permanente del Museo della Scienza e dell'Industria di Chicago nell'area "Science, Storms, Atoms".

## Numismatica

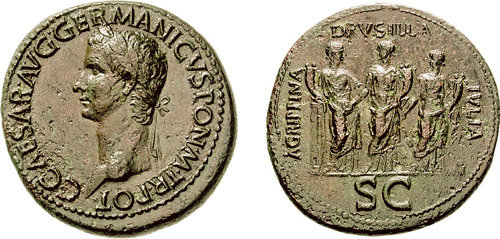
Sesterzio databile nell'epoca di Caligola

In numismatica l'oricalco è una lega di rame e zinco, simile all'ottone (anch'esso lega di rame e zinco, ma con percentuali molto superiori di zinco e altri elementi chimici), di color oro e usata per coniare il sesterzio e il dupondio.
Era considerato di valore superiore al rame, di cui era invece fatta la moneta da un asse.

## Musicologia
L'oricalco è stato usato nel Medioevo per la fabbricazione di strumenti musicali, come, ad esempio, trombe, chiarine ed altri simili; per tale motivo è stato dato il nome di "Oricalchi" agli strumenti metallici a bocchino, che può essere considerato un sinonimo di ottoni.